# October (revista)
October es una revista académica estadounidense especializa en arte contemporáneo, crítica y teoría y publicada por MIT Press.

## Historia
October fue fundada en Nueva York en 1976 por Rosalind E. Krauss y Annette Michelson, que dejó un proyecto en marcha, Artforum, para unirse a la nueva revista. Su nombre hace referencia al famoso filme del cineasta ruso Eisenstein, comprometido con la revolución política de principios del siglo XX. La revista pretendía introducir el estructuralismo, teoría en boga en Francia, en el escena académica de habla inglesa. Según The Art Story, Krauss utilizó la revista "como manera de publicitar las nuevas ideas emergentes en la teoría del arte: estructuralismo, teoría deconstruccionista, psicoanálisis, posmodernismo y feminismo". Jeremy Gilbert-Rolfe, uno del cofundadores de la revista, se retiró tras los primeros números, en la primavera de 1977. Su lugar lo ocupó Douglas Riza, que se unió al equipo editorial. En 1990, después de que Rizar dejara la revista, a las fundadoras Krauss y Michelson se unieron Yve-Alain Bois, Hal Foster, Benjamin Buchloh, Denis Hollier y John Rajchman.

## Impacto
Según Encyclopædia Britannica, la revista era un "vehículo influyente  para el debate sobre la aparición del posmodernismo y el nuevo historicismo en los estudios del arte del siglo XX". The Art Story describe la revista como "importante medio de recepción de la vanguardia histórica: Cubismo, Surrealismo y Expresionismo".

## Colecciones
MIT Press ha publicado dos antologías de artículos y una serie de libros.